# Misgurnus buphoensis
Misgurnus buphoensis es una especie de pez de la familia Cobitidae en el orden de los Cypriniformes.

## Hábitat
Vive en zonas de clima templado.

## Distribución geográfica
Se encuentra en Corea.